# Die goldwerten Korrespondentenberichte des Ferapont Ferapontowitsch Kaporzew
Die goldwerten Korrespondentenberichte des Ferapont Ferapontowitsch Kaporzew (russisch Золотые корреспонденции Ферапонта Ферапонтовича Капорцева, Solotyje korrespondenzii Feraponta Ferapontowitscha Kaporzewa) ist eine streckenweise groteske Kurzgeschichte des sowjetischen Schriftstellers Michail Bulgakow, die 1926 in der Nr. 15 der illustrierten satirischen Wochenzeitschrift Smechatsch in Moskau und Leningrad erschien.

## Inhalt
Der Korrespondent Ferapont Ferapontowitsch Kaporzew lebt in Blagodatsk am Dnepr. Bulgakow hebt die Echtheit der drei Berichte hervor.

### Das feuerfeste amerikanische Haus
Die Neue Ökonomische Politik hat Geburtenfreudigkeit bewirkt. Häuser schießen wie Pilze aus dem Boden. Ein gewisser Pawel Fjodorowitsch Petrow hatte eine Wohnungsgenossenschaft gegründet. Sein Projekt Nicht brennbares Haus hatte Anklang gefunden. Petrow selbst war am 5. April mit seiner Ehefrau und den neugeborenen Zwillingen in seine nagelneue Behausung eingezogen. Als der Neubau bereits am Ostersonntag, dem 19. April, infolge Kurzschlusses auf dem Dachboden brannte, hielt die örtliche Feuerwehr seinen Notruf für einen schlechten Scherz. Petrow telefonierte weiter, bis die Leitung durchbrannte.

### Der falsche Demetrius Lunatscharski
Der Bürgermeister hat sich mit so einem Gatter umgeben wie um das Blagodatsker Karl-Liebknecht-Denkmal. Vermutlich, weil er sich völlig von der Masse gelöst hat, wird er von einem jungen Mann – angeblich einem Bruder Lunatscharskis – abgelöst. Ärgerlich – Dmitri Wassiljewitsch Lunatscharski sind auf der Anreise von Moskau die Papiere und der Koffer gestohlen worden. Der Verlust löst unter den Blagodatsker Beamten hohe Spendenbereitschaft aus. 222 Rubel, Wertgegenstände und Lebensmittel werden gegeben. Kein Wunder – der Neue schreibt unter jedes Gesuch genehmigt. Allerdings bleibt der hoffnungsvolle neue Mann auf  seiner Inspektionsreise nach Krasnojomsk verschollen.

### Der dumme Wankin
Gewerkschaftsboss Isidor Wankin setzt die Oktobertaufe zweier neugeborener Mädchen – Kinder der Arbeiterinnen Marja und Darja – mit den Vornamen Barrikada und Bebelina durch. Als die Mütter weinen, weicht Wankin auf Messalina und Pestelina aus. Die Gewerkschaft interveniert; schlägt die schönen Namen Rosa und Klara vor. Wankin präsentiert anlässlich der Taufe der „werktätigen Säuglinge“ eine passende musikalische Umrahmung. Zum Angedenken an eine Namensvetterin einer der Getauften wird der Trauermarsch Unsterbliche Opfer intoniert. Darauf stirbt die kleine Rosa nachweislich an einer fiebrigen Erkrankung. Alle Blagodatsker Gewerkschafter glauben aber, Wankin habe das Kleinstkind mit seinem Marsch in den Tod gesungen.

## Deutschsprachige Ausgaben
Verwendete Ausgabe:
- Die goldwerten Korrespondentenberichte des Ferapont Ferapontowitsch Kaporzew. In: Ralf Schröder (Hrsg.): Michail Bulgakow: Gesammelte Werke. Band 7.1: Ich habe getötet. Erzählungen und Feuilletons. Aus dem Russischen von Thomas Reschke. Volk & Welt, Berlin 1995, ISBN 3-353-00946-9, S. 105–113.